# Ecopista do Sabor
A ecopista do Sabor é uma ecopista em Portugal com aproximadamente 54 quilómetros de extensão ao longo do traçado da desativada Linha do Sabor ao longo da margem do rio Sabor. O percurso divide-se em dois tramos: um no município de Torre de Moncorvo entre Pocinho e Carviçais, com uma extensão de 30 quilómetros, e outro no município de Miranda do Douro entre Sendim e Duas Igrejas, com uma extensão de 14 quilómetros.